# STS-99
La missió STS-99 va tenir com a objectiu utilitzar un radar topogràfic per obtenir imatges tridimensionals de la superfície de la Terra. La missió va durar 11 dies durant els quals es va recol·lectar variada informació. Va ser llançat l'11 de febrer de 2000, l'Endeavour va recórrer més de 6 milions de quilòmetres per aterrar el 22 de febrer del mateix any a Florida.

## Tripulació
- Kevin R. Kregel (4), Comandant
- Dominic L. Pudwill Gorie (2), Pilot
- Janet L. Kavandi (2), especialista de missió
- Janice E. Voss (5), especialista de missió
- Mamoru Mohri (2), especialista de missió -
- Gerhard P.J. Thiele (1), especialista de missió -

() nombre de vols realitzats.

## Paràmetres de la missió
- Massa:
  -  Al llançament: 116.376 kg[1]
  -  A l'aterratge: 102.363 kg[1]
  -  Càrrega: 14.500 kg[1]
- Perigeu: 224 km
- Apogeu: 242 km
- Inclinació: 57°
- Període: 89,2 min

## Resum de la Missió

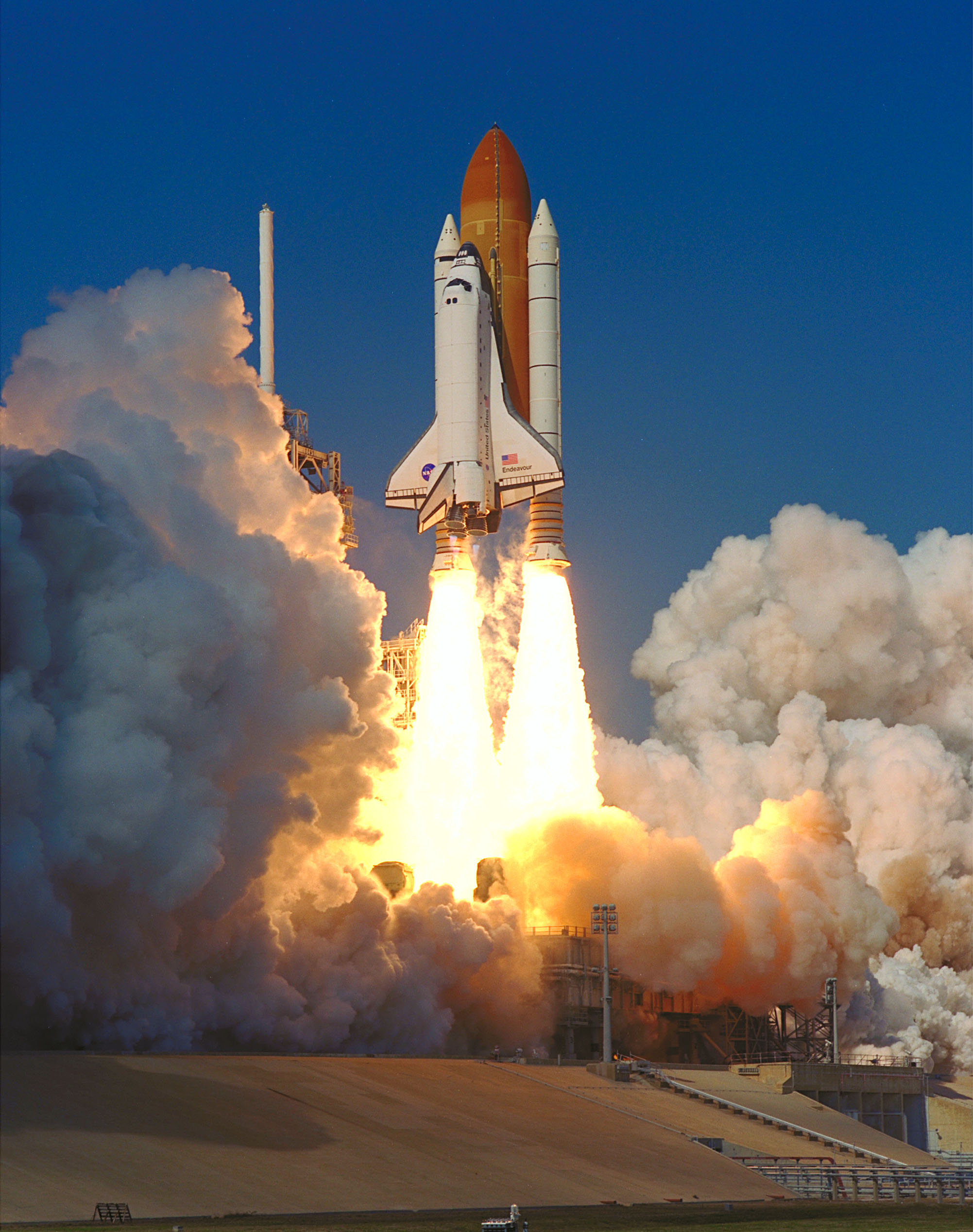
Llançament de l'Endeavour.

El llançament de l'Endeavour estava previst originalment per al 31 de gener, però pel mal temps es va posposar 24 hores. Després, l'1 de febrer el llançament novament va ser postergat per 10 dies a causa d'un problema amb el Controlador Principal d'Esdeveniments l'Endeavour que finalment va ser substituït. Finalment, el llançament va ocórrer l'11 de febrer després de problemes amb components del transbordador i mal temps. Encara que es va retardar 13 minuts a causa de problemes tècnics, l'Endeavour va arribar a l'òrbita desitjada i va començar la seva missió.

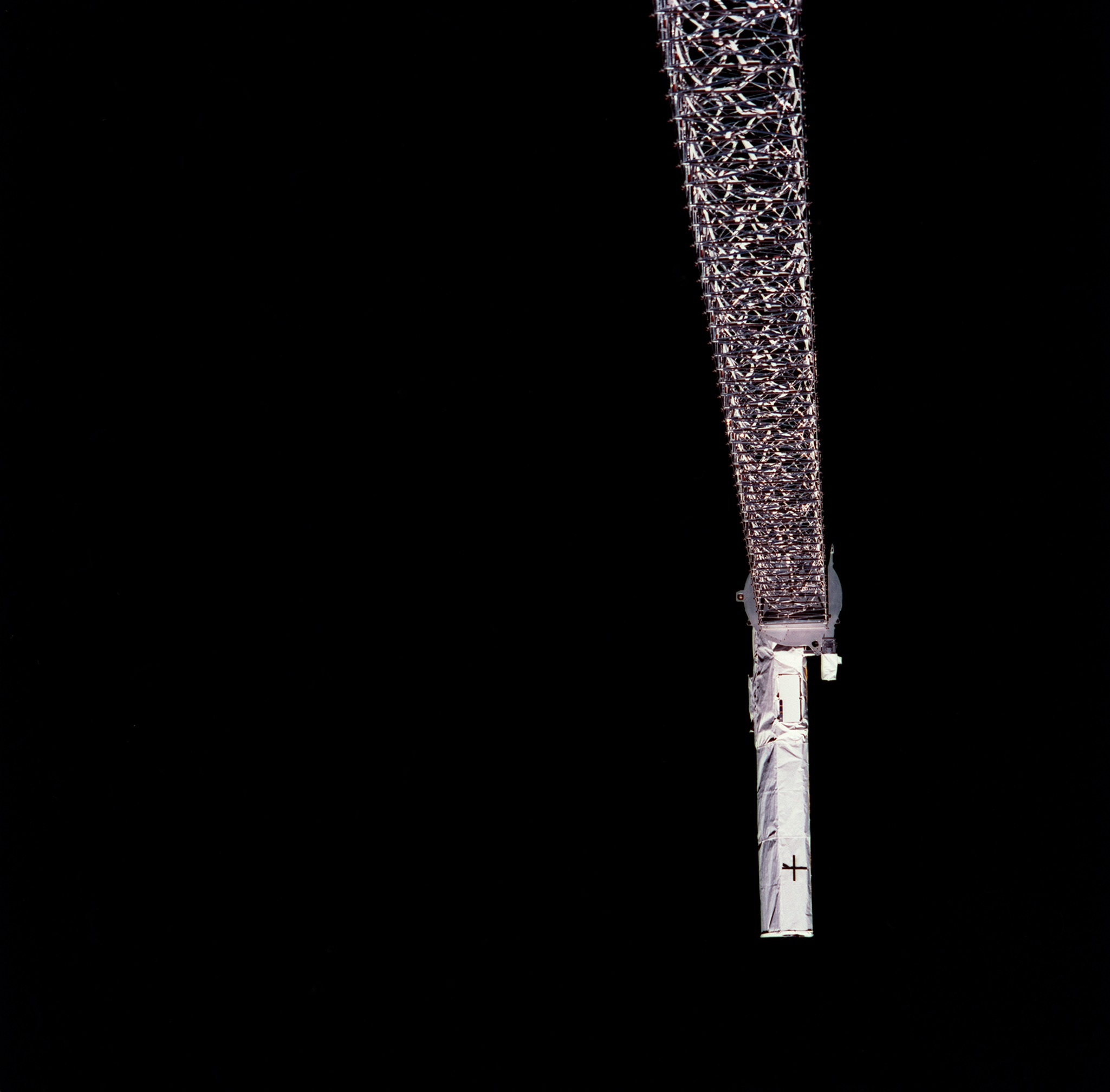
Antena del radar.

 Després en òrbita, l'Endeavour va desplegar l'enorme radar que seria el principal objectiu de la missió i va començar els preparatius per a la recol·lecció de dades. En el segon dia va començar l'obtenció de dades per després processar-los en imatges tridimensionals. Aquest procediment continuaria fins a un dia abans de l'aterratge en el qual es va retractar el radar.
Al tercer dia, el radar ja havia rastrejat 7,4 milions de milles quadrades. Durant el quart dia, es van publicar les primeres imatges ja processades del radar. Corresponen al sector sud brasiler on es mostra una perspectiva gairebé arran de terra.
L'EarthKAM, inclosa en aquesta missió ja havia capturat la seva 1000 fotografia el dia sis de la missió. En el mateix dia, ja s'havia rastrejat el 56% de la superfície de la Terra.
El 21 de febrer es va finalitzar amb èxit l'objectiu principal de la missió. Després de rastrejar 80.000 milles quadrades de la Terra, el radar es va retractar i la EarthKAM finalitzar les seves operacions per a l'aterratge el dia 22 de febrer. La informació obtinguda pel radar topogràfic és equivalent a 20.000 CD d'informació.
Finalment, després d'11 dies de recopilació de dades, l'Endeavour va aterrar després de diversos intents fallits, a la Centre espacial Kennedy a Florida. El transbordador Mapeig més de 120 milions de km², que abasten el 80% del planeta.